# ビーチ36丁目駅
ビーチ36丁目駅（ビーチ36丁目-エッジメア駅とも）は、クイーンズ区のビーチ36丁目とロッカウェイ・フリーウェイ交差点に位置するニューヨーク市地下鉄INDロッカウェイ線の駅である。A系統が終日停車する。

## 駅構造
| P ホーム階 | 相対式ホーム、右側ドアが開く | 相対式ホーム、右側ドアが開く                                       |
| P ホーム階 | 北行線                       | ← インウッド-207丁目駅行き（ビーチ44丁目駅）                       |
| P ホーム階 | 南行線                       | → ファー・ロッカウェイ-モット・アベニュー駅行き（ビーチ25丁目駅）→ |
| P ホーム階 | 相対式ホーム、右側ドアが開く |                                                                    |
| M          | 改札階                       | 改札口、駅員詰所、メトロカード券売機                               |
| G          | 地上階                       | 出入口                                                             |

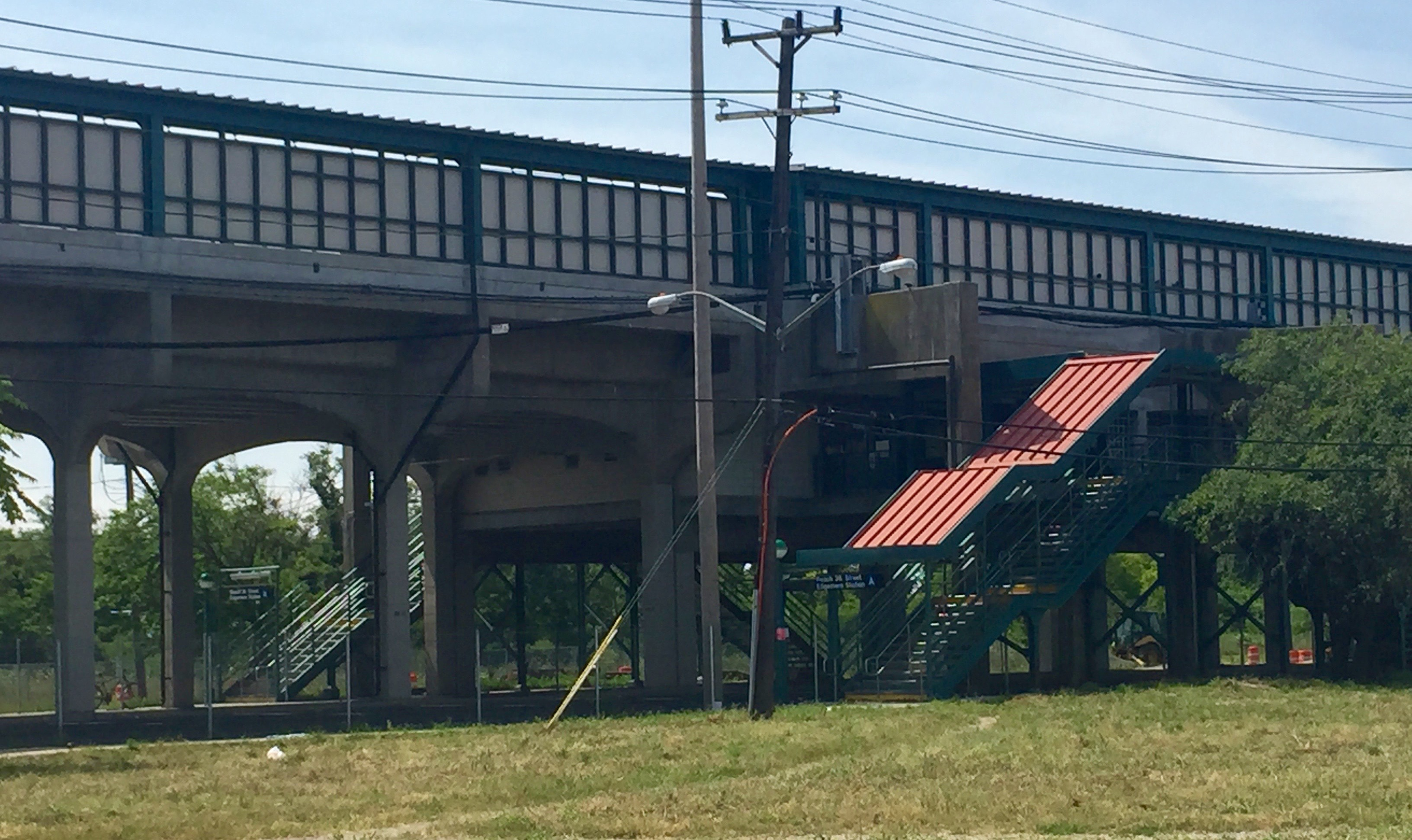
北側の入口

駅はロングアイランド鉄道の駅として1895年6月21日に開業、1955年10月3日に休止ののち1956年6月28日に地下鉄駅になった。
相対式ホーム2面2線で、アートワークはGeorge Bates制作のSymphonic Convergence 1 & 2である。

### 出口
- 階段1つ、ロッカウェイ・フリーウェイとビーチ36丁目の交差点南東[3]
- 階段1つ、ロッカウェイ・フリーウェイとビーチ36丁目の交差点北東[3]